# 野崎雅也
野崎 雅也（のざき まさや、1993年8月3日 - ）は、埼玉県所沢市出身のサッカー選手。ポジションはミッドフィールダー。サッカー選手の野崎桂太は実兄。

## 来歴
浦和レッズユース所属時の2011年に8月15日に2012年からのトップ昇格が内定し、8月26日には2種登録選手としてトップチームに登録された。その後、10月12日に行われた天皇杯第2回戦、対宮崎産業経営大学戦の後半24分にマゾーラに替わって出場し、公式戦初出場を記録した。
2014年1月3日にクラブからアビスパ福岡への期限付き移籍が発表された。
12月2日福岡からレンタル期限に付き契約満了が発表された、また浦和からも契約満了が発表された。
2015年2月、ガイナーレ鳥取へ完全移籍。同クラブでは選手の傍ら、午前中にスポンサー企業に勤務することとなった。本職でないセンターバックとして練習に入ることも多く、結果的に8試合の出場にとどまった。同年シーズン終了後、契約満了により退団。
2016年、Y.S.C.C.横浜へ移籍。ここでも選手の傍ら、サッカースクールでのコーチを務めていた。リーグ戦28試合に出場し、中心選手として活躍がしたが、同年シーズン終了後に退団。
2017年、AC長野パルセイロへ移籍。ここ2年に所属したクラブと異なり、選手としての給与だけで生活できるオファーだったことから入団を決断した。しかし、ポジション争いに勝てず公式戦出場が0に終わり、シーズン限りで契約満了。同年12月に行われたJリーグ合同トライアウト出場した。
2018年、ラインメール青森FCへ移籍。しかしわずか1年で退団となった。
2019年8月、兄桂太が所属するラスタサッカーファミリーに加入することが発表された。
2021年、スペインのウニフィカシオン・ジェフィア（スペイン語：Unificación Llefià）へ移籍。
2022年1月、スペインのヴェルビッチェへ移籍。
2022年9月、スペインのフォンサンタへ移籍。

## 所属クラブ
ユース経歴
- 所沢マッシュバッファローズ
- 浦和レッズジュニアユース (所沢市立東中学校)
- 2009年 - 2011年 浦和レッズユース (埼玉県立浦和西高等学校)
  - 2011年 浦和レッドダイヤモンズ (2種登録)

プロ経歴
- 2012年 - 2014年  浦和レッドダイヤモンズ
  - 2014年  アビスパ福岡 (期限付き移籍)
- 2015年  ガイナーレ鳥取
- 2016年  Y.S.C.C.横浜
- 2017年  AC長野パルセイロ
- 2018年  ラインメール青森FC
- 2019年8月 - 2020年  ラスタサッカーファミリー
- 2021年 - 2022年1月  ウニフィカシオン・ジェフィア
- 2022年1月 - 2022年9月  ヴェルビッチェ
- 2022年9月 -   フォンサンタ

## 個人成績
| 国内大会個人成績 | 国内大会個人成績 | 国内大会個人成績 | 国内大会個人成績           | 国内大会個人成績 | 国内大会個人成績 | 国内大会個人成績 | 国内大会個人成績 | 国内大会個人成績 | 国内大会個人成績 | 国内大会個人成績 | 国内大会個人成績 |
| 年度             | クラブ           | 背番号           | リーグ                     | リーグ戦         | リーグ戦         | リーグ杯         | リーグ杯         | オープン杯       | オープン杯       | 期間通算         | 期間通算         |
| 年度             | クラブ           | 背番号           | リーグ                     | 出場             | 得点             | 出場             | 得点             | 出場             | 得点             | 出場             | 得点             |
| 日本             | 日本             | 日本             | 日本                       | リーグ戦         | リーグ戦         | リーグ杯         | リーグ杯         | 天皇杯           | 天皇杯           | 期間通算         | 期間通算         |
| ---------------- | ---------------- | ---------------- | -------------------------- | ---------------- | ---------------- | ---------------- | ---------------- | ---------------- | ---------------- | ---------------- | ---------------- |
| 2011             | 浦和             | 32               | J1                         | 0                | 0                | 0                | 0                | 1                | 0                | 1                | 0                |
| 2012             | 浦和             | 23               | J1                         | 0                | 0                | 0                | 0                | 0                | 0                | 0                | 0                |
| 2013             | 浦和             | 23               | J1                         | 0                | 0                | 0                | 0                | 2                | 0                | 2                | 0                |
| 2014             | 福岡             | 22               | J2                         | 0                | 0                | -                | -                | 1                | 0                | 1                | 0                |
| 2015             | 鳥取             | 23               | J3                         | 8                | 0                | -                | -                | 2                | 0                | 10               | 0                |
| 2016             | YS横浜           | 23               | J3                         | 28               | 0                | -                | -                | -                | -                | 28               | 0                |
| 2017             | 長野             | 23               | J3                         | 0                | 0                | -                | -                | 2                | 0                | 2                | 0                |
| 2018             | 青森             | 5                | JFL                        | 22               | 0                | -                | -                | 2                | 0                | 24               | 0                |
| 2019             | RSF              | 25               | 埼玉県2部A                 |                  |                  | -                | -                | -                | -                |                  |                  |
| 2020             | RSF              | 25               | 埼玉県2部A                 |                  |                  | -                | -                | -                | -                |                  |                  |
| スペイン         | スペイン         | スペイン         | スペイン                   | リーグ戦         | リーグ戦         | 国王杯           | 国王杯           | オープン杯       | オープン杯       | 期間通算         | 期間通算         |
| 2020–21          | Uジェフィア      |                  | Primera Catalana Grupo 1-B | 6                | 1                | -                | -                | -                | -                | 6                | 1                |
| 2021–22          | Uジェフィア      |                  | Primera Catalana Grupo 1   |                  |                  | -                | -                | -                | -                |                  |                  |
| 通算             | 日本             | 日本             | J1                         | 0                | 0                | 0                | 0                | 3                | 0                | 3                | 0                |
| 通算             | 日本             | 日本             | J2                         | 0                | 0                | -                | -                | 1                | 0                | 1                | 0                |
| 通算             | 日本             | 日本             | J3                         | 36               | 0                | -                | -                | 4                | 0                | 40               | 0                |
| 通算             | 日本             | 日本             | JFL                        | 22               | 0                | -                | -                | 2                | 0                | 24               | 0                |
| 総通算           | 総通算           | 総通算           | 総通算                     | 58               | 0                | 0                | 0                | 10               | 0                | 68               | 0                |

| 国際大会個人成績 | 国際大会個人成績 | 国際大会個人成績 | 国際大会個人成績 | 国際大会個人成績 |
| 年度             | クラブ           | 背番号           | 出場             | 得点             |
| AFC              | AFC              | AFC              | ACL              | ACL              |
| ---------------- | ---------------- | ---------------- | ---------------- | ---------------- |
| 2013             | 浦和             | 23               | 0                | 0                |
| 通算             | AFC              | AFC              | 0                | 0                |

- 2011年は、ユース所属
- Jリーグ初出場 - 2015年6月7日 J3第15節 Jリーグ・アンダー22選抜戦（とりぎんバードスタジアム）